# Flueggea gracilis
Flueggea gracilis là một loài thực vật có hoa trong họ Diệp hạ châu. Loài này được (Merr.) Petra Hoffm. mô tả khoa học đầu tiên năm 2006.